# Mycaranthes stenophylla
Mycaranthes stenophylla är en orkidéart som först beskrevs av Rudolf Schlechter, och fick sitt nu gällande namn av Stephan Rauschert. Mycaranthes stenophylla ingår i släktet Mycaranthes och familjen orkidéer. Inga underarter finns listade i Catalogue of Life.